# Jonathan Mutombo Mawesi
Jonathan Mutombo Mawesi (Parigi, 27 agosto 2002) è un calciatore francese, difensore del Gil Vicente.

## Carriera
Mutombo è cresciuto nel settore giovanile del Paris Saint-Germain con cui ha firmato il primo contratto professionistico il 29 maggio 2020. L'estate successiva è passato in prestito al Vitória Guimarães dove ha giocato una stagione con l'Under-23, per poi venire acquistato a titolo definitivo. Assegnato alla squadra B, il 19 novembre ha fatto il suo esordio in prima squadra nell'incontro di Taça da Liga pareggiato 0-0 contro il Vilafranquense.
Rimasto svincolato, il 3 luglio 2024 ha firmato un triennale con il Gil Vicente.

## Statistiche

### Presenze e reti nei club
Statistiche aggiornate al 2 novembre 2024.’’
| Stagione        | Squadra             | Campionato      | Campionato | Campionato | Coppe nazionali | Coppe nazionali | Coppe nazionali | Coppe continentali | Coppe continentali | Coppe continentali | Altre coppe | Altre coppe | Altre coppe | Totale | Totale |
| Stagione        | Squadra             | Comp            | Pres       | Reti       | Comp            | Pres            | Reti            | Comp               | Pres               | Reti               | Comp        | Pres        | Reti        | Pres   | Reti   |
| --------------- | ------------------- | --------------- | ---------- | ---------- | --------------- | --------------- | --------------- | ------------------ | ------------------ | ------------------ | ----------- | ----------- | ----------- | ------ | ------ |
| 2022-2023       | Vitória Guimarães B | TL              | 21         | 0          | -               | -               | -               | -                  | -                  | -                  | -           | -           | -           | 21     | 0      |
| 2023-2024       | Vitória Guimarães B | CdP             | 23         | 1          | -               | -               | -               | -                  | -                  | -                  | -           | -           | -           | 23     | 1      |
| 2022-2023       | Vitória Guimarães   | PL              | 0          | 0          | CP+CdL          | 0+2             | 0               | -                  | -                  | -                  | -           | -           | -           | 20     | 0      |
| 2024-2025       | Gil Vicente         | PL              | 4          | 0          | CP+CdL          | 1+0             | 0               | -                  | -                  | -                  | -           | -           | -           | 5      | 0      |
| Totale carriera | Totale carriera     | Totale carriera | 48         | 1          |                 | 3               | 0               |                    | -                  | -                  |             | -           | -           | 51     | 1      |